# Karl Ludwig Gerber
Karl Ludwig Gerber (* 3. Juni 1829 auf Poggenpfuhl (Landkreis Königsberg i. Pr.); † 2. Dezember 1902 in Straßburg) war königlich preußischer Generalmajor und zuletzt Direktor der Artilleriewerkstatt in Straßburg.

## Herkunft
Seine Eltern waren der gleichnamige Herr auf Poggenpfuhl Karl Ludwig Gerber († 6. Januar 1869) und dessen Ehefrau Sophie Isermann († 11. Dezember 1862).

## Leben
Er erhielt seine Schulbildung auf der höheren Bürgerschule in Königsberg. Nach seinem Abschluss arbeitete er als Regierungsgeometer. Aber am 1. Oktober 1849 kam er als Kanonier in die 1. Artilleriebrigade und wurde dort am 8. Juni 1850 zum Portepeefähnrich befördert. Vom 1. Oktober 1850 bis zum 1. Juli 1853 war er an die Vereinigte Artillerie- und Ingenieurschule abkommandiert. In dieser Zeit wurde er am 9. Dezember 1851 zum außeretatmäßigen Seconde-Lieutenant befördert und nach seiner Rückkehr am 20. Oktober 1853 zum Artillerieoffizier ernannt. Vom 1. Oktober 1858 bis zum 30. April 1859 war er an das Gewerbeinstitut abkommandiert. Anschließend wurde er am 20. Juni 1859 zum Premier-Lieutenant befördert. Am 1. Oktober 1859 wurde er nochmals an das Gewerbeinstitut abkommandiert. Von dort kam er am 15. August 1859 zur Inspektion der technischen Institute der Artillerie. Er wurde dort am 20. Oktober 1864 zum Hauptmann befördert und am 6. September 1865 zum Adjutanten der Inspektion der technischen Institute der Artillerie ernannt. Anschließend wurde er am 5. November 1867 in die technische Abteilung des Kriegsministeriums versetzt. Dort stieg er am 20. Juli 1870 zum Major und am 3. Juli 1875 zum Oberstleutnant auf. Als solcher wurde er am 12. Oktober 1875 als Direktor in die Artilleriewerkstatt nach Straßburg versetzt, dazu erhielt er den Rang eines Regimentskommandeurs und wurde a la suite des Kriegsministeriums gestellt. Er erhielt am 11. Juni 1879 die Beförderung zum Oberst und am 23. September 1879 den Roten Adlerorden 3. Klasse mit Schleife. Am 15. November 1883 bekam er seinen Abschied mit dem Charakter als Generalmajor und einer Pension.
Er starb am 2. Dezember 1902 in Straßburg.

## Familie
Gerber heiratete am 18. Oktober 1859 in Danzig Anna Margarete Büttner (* 2. Januar 1836) aus Sorau. Das Paar hatte mehrere Kinder:
- Erich (* 11. Mai 1862)
- Hans Rudolf Eduard (* 3. November 1867), Seconde-Lieutenant